# Historische Encyclopedie Maastricht
De Historische Encyclopedie Maastricht, afgekort als HEM, is een Nederlandstalige encyclopedie over de geschiedenis van Maastricht. Het eendelige boekwerk, geschreven door de Maastrichtse historici Pierre Ubachs en Ingrid Evers, verscheen in 2005. Voor zover bekend is deze historische stadsencyclopedie uniek in zijn soort in Nederland.

## Totstandkoming
Het idee voor de encyclopedie ontstond in 1993, toen Evers als redacteur en auteur betrokken raakte bij de Maastrichtse versie van de tijdschriftenreeks Ach Lieve Tijd (1994-1996). Daarbij rees bij haar voortdurend de vraag: "Waar staat dat ook weer?"; "welke auteur heeft over dit onderwerp geschreven?". Het antwoord zocht zij dan bij haar vroegere opleider en collega, dr. P.J.H. Ubachs, maar ondanks dat deze beschikte over een ijzersterk geheugen, wist ook hij niet altijd het antwoord. Dit bracht haar op het idee om een encyclopedie samen te stellen, waarbij Ubachs, die op dat moment de handen vrij had, in eerste instantie het voortouw moest nemen. Zeer van pas kwamen de duizenden aantekeningen over een veelheid van onderwerpen, die Ubachs had verzameld in de voorbereiding van zijn proefschrift (1975). Het toegenomen gebruiksgemak van de computer maakte het mogelijk gegevens beter te ordenen.

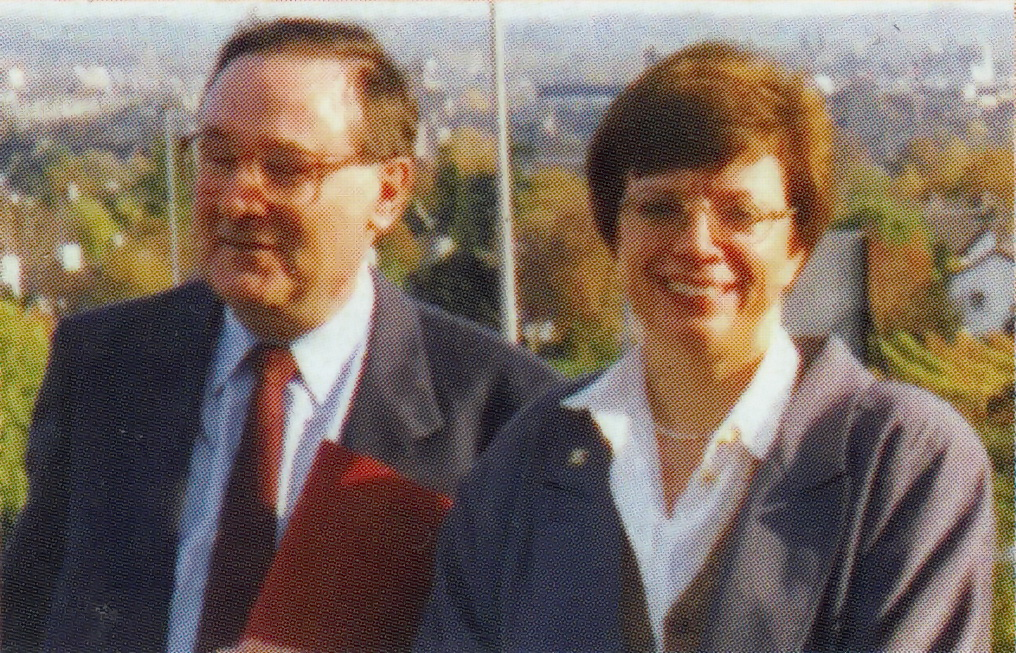
Ubachs & Evers in 1994 op Fort Sint Pieter, na de presentatie van Ongewilde revolutie.

De encyclopedie moest een naslagwerk worden "met betrekking tot de Maastrichtse geschiedenis in de breedste zin", dat zowel de professionele historicus als het grote publiek zou aanspreken. Aanvankelijk zou het door Evers samengestelde trefwoordenregister bij de tweede druk van Ubachs' Tweeduizend jaar Maastricht (1993) als leidraad dienen. Dit bleek echter al snel te beperkt. Hoewel beide auteurs een brede, historische achtergrond hadden, lijkt er een zekere, wellicht onvermijdbare subjectiviteit te bespeuren in de keuze van onderwerpen. Zo is het niet altijd duidelijk waarom de ene persoon, straat, gebouw of gebeurtenis wel is opgenomen en de andere niet. Religieuze, institutionele, rechtshistorische en maatschappelijke onderwerpen lijken sterker vertegenwoordigd dan militaire, kunsthistorische en sportieve. Gezien de ruim duizendjarige accumulatie van schriftelijke bronnen en literatuur over Maastricht is het logisch dat een groot deel van de lemma's de stadshistorie betreft van de elfde tot en met de achttiende eeuw. In de historiografie is deze periode tot circa 1950 sterk (over)vertegenwoordigd geweest.
De langjarige plaatselijke neiging om de stadsgeschiedenis als uniek te beschouwen, was voor de auteurs reden om consequent over de stadsmuren heen te kijken. Maastricht heeft door de tweeherigheid tot 1795 een bijzondere geschiedenis gekend, maar het was zeker geen eiland. Zij kozen ervoor om, naast specifiek 'Maastrichtse' onderwerpen, ook informatie op te nemen die op een veel groter gebied van toepassing is. Het voltooien van de encyclopedie nam bijna elf jaar in beslag, niet in de laatste plaats omdat de auteurs ook andere verplichtingen op zich namen. Het encyclopedisch gedeelte werd in het voorjaar van 2004 min of meer afgesloten. Het voor- en nawerk, de illustrering en het drukproces vroegen nog wat extra tijd. Begin september 2005 belandde het boek op de drukpers. De encyclopedie verscheen in een oplage van 3.000 exemplaren. Inmiddels werkten de auteurs ook aan een verbeterde en aangevulde herdruk van het in 1991 voor het eerst door Ubachs gepubliceerde Tweeduizend jaar Maastricht, die een jaar later, in 2006, verscheen.

## Publicatie en ontvangst
Op 26 november 2005 werd het eerste exemplaar van de Historische Encyclopedie Maastricht in de crypte van de Oude Minderbroederskerk, thuisbasis van het toenmalige Rijksarchief in Limburg, aangeboden aan de (in Maastricht geboren) minister van Onderwijs, Cultuur en Wetenschappen Maria van der Hoeven en aan Jean Jacobs, wethouder van (onder meer) Cultuur. Met een geïmproviseerd commentaar op het lemma 'Maastrichtenaar' schoot Van der Hoeven tot groot plezier van de aanwezigen de vogel af. Ubachs memoreerde in zijn toespraak zijn eerste brief aan Evers over het maken van een encyclopedie, waarin hij schreef: "'Bezint, eer ge begint', want een boek gaan maken is gauw besloten, maar het boek echt maken is héél iets anders." Hij sloot zijn toespraak af met een boze droom, die hem in de afgelopen jaren wel eens overviel en waarin een 'typische' Maastrichtenaar de encyclopedie afdoet als "weer zo'n boek waar je niks aan hebt".
In een recensie in het Archievenblad werd gesproken van "een megaklus geklaard", "een naslagwerk waarin de historie van de stad in al haar facetten wordt beschreven". Enige minpunt was, volgens de recensent, het ontbreken van enkele musici en dirigenten.

## Inhoud

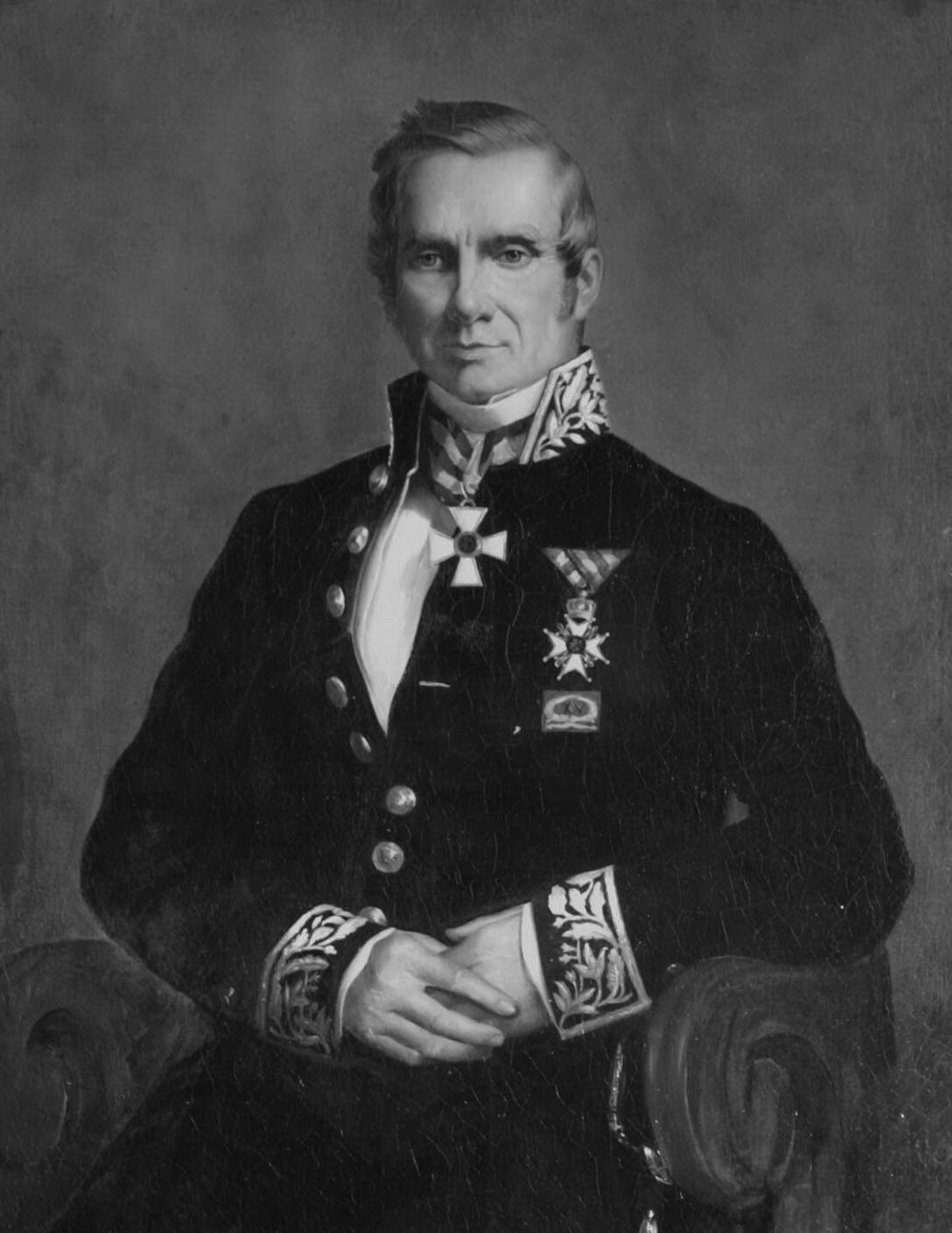
Eerste afbeelding in de HEM, bij het lemma 'Aken, Hiëronymus Joannes Wilhelmus van' (p. 21)

Met zijn circa vierduizend lemma's (inclusief doorverwijzingen) en tienduizenden verwijzingen naar vakliteratuur, biedt de Historische Encyclopedie Maastricht (HEM) informatie over vrijwel elk aspect van de Maastrichtse geschiedenis (tot circa 1970): het ontstaan van de stad in de Romeinse tijd, de bloeiperiode als religieus centrum tijdens de middeleeuwen, de economische achteruitgang in de zestiende eeuw, de militaire geschiedenis als "bolwerk der Nederlanden", de breuk die de twintig jaar durende inlijving bij Frankrijk betekende, de ontwikkeling tot vroeg-industrieel centrum, de tijd van het "Rijke Roomse Leven" en het begin van de ontwikkeling tot moderne dienstenstad.
De Historische Encyclopedie Maastricht telt 704 bladzijden. Van de in totaal 644 pagina's tekst telt het eigenlijke encyclopedisch gedeelte, het 'corpus', 586 pagina's. Het wordt voorafgegaan door een gebruiksaanwijzing, een lijst met afkortingen en een korte stadsgeschiedenis, en gevolgd door een glossarium (waarin tal van verdwenen begrippen worden verklaard), een serie van dertien tabellen (onder andere bevolkingsaantallen, maten en gewichten, en een lijst van burgemeesters en commissarissen-deciseurs), vervolgens de gebruikelijke literatuuropgave en verantwoording van illustraties, en een lijst van intekenaren. De tekst van het corpus – alfabetisch geordend op trefwoord, van 'aak' tot 'Zwingelput' – is, samen met de zwartwit afbeeldingen, verdeeld over twee kolommen per pagina. Tussen de tekstdelen zijn drie katernen met in totaal 87 doorgenummerde kleurenafbeeldingen, meest kaarten, plattegronden en prenten, opgenomen. De katernen (zestig pagina's) zijn in de paginering niet meegenummerd.
Elk artikel in de HEM begint met het vetgedrukte trefwoord. Dan volgt een beknopte verklaring of beschrijving, waarbij veelvuldig gebruik gemaakt wordt van de afkorting van het trefwoord. Het artikel wordt afgesloten met een opsomming van geraadpleegde literatuur, verdeeld in primaire bronnen (B) en secundaire literatuur (L), en chronologisch geordend. Verwijzingen naar het internet worden aangegeven als 'Internet', zonder URL. Bij artikelen over auteurs wordt tevens een lijst van werken (W) vermeld. Voor de schrijfwijze van plaatsnamen is – anders dan het Taalunie-advies – de taalgrens leidend, tenzij een algemeen gangbare Nederlandstalige benaming voorhanden is, zoals 'Luik' en 'Aken'; echter 'Visé' en 'Lille'.